# 革叶山姜
革叶山姜（学名：Alpinia coriacea）为姜科山姜属下的一个种。